# Alter Friedhof (Springe)

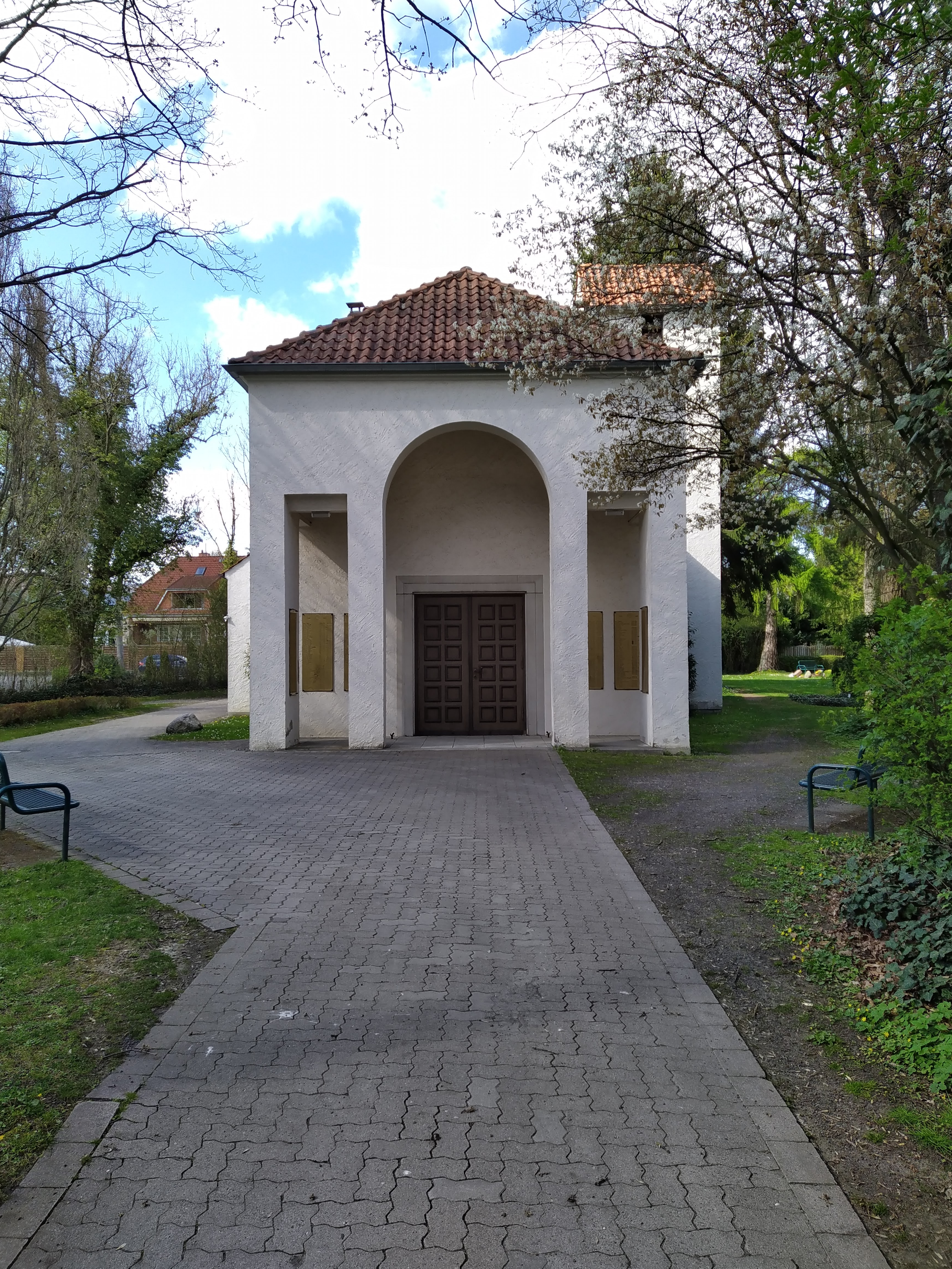
Die denkmalgeschützte Kapelle auf dem alten Springer Friedhof

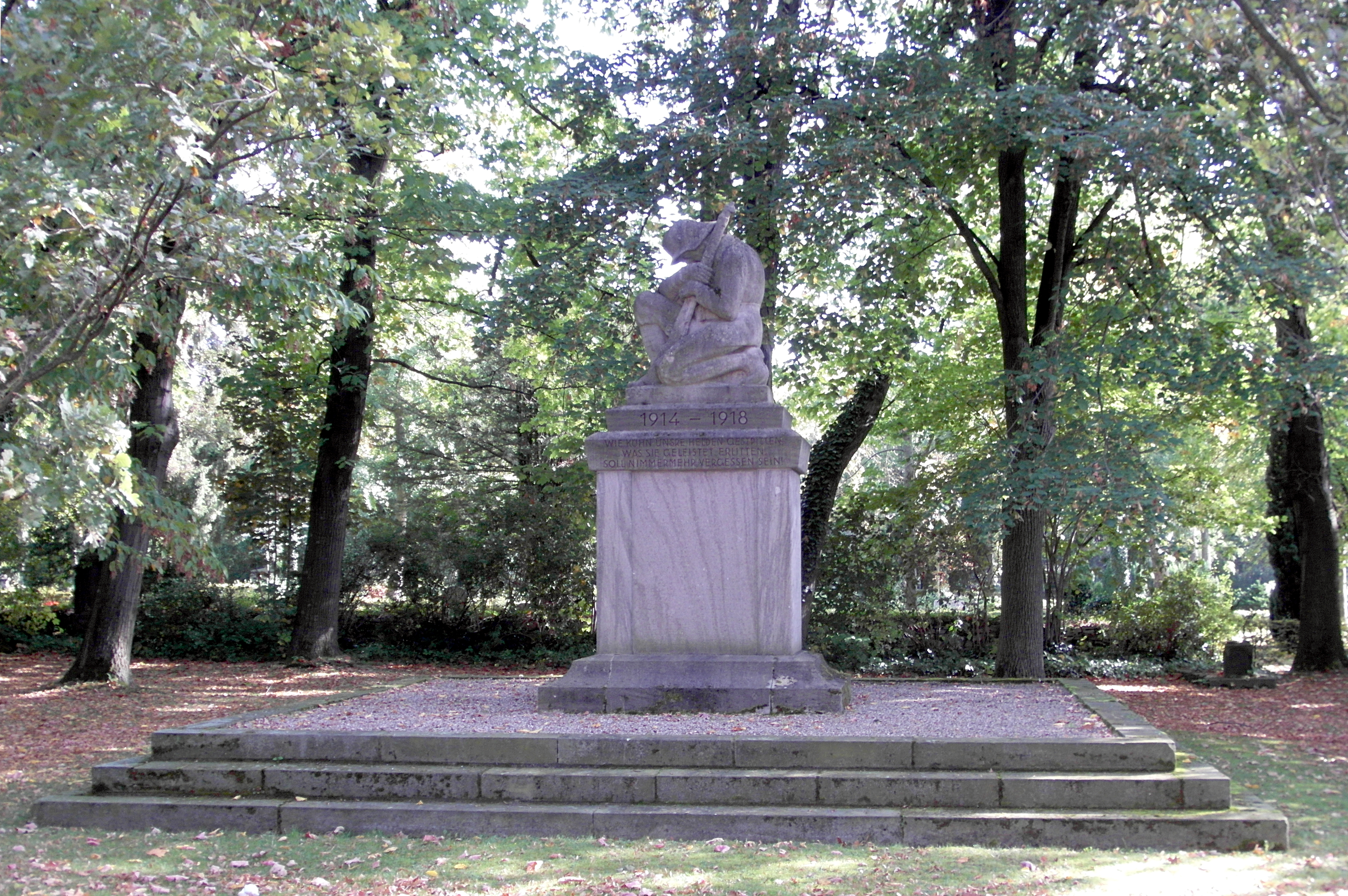
Kriegerdenkmal für die Gefallenen des Ersten Weltkrieges

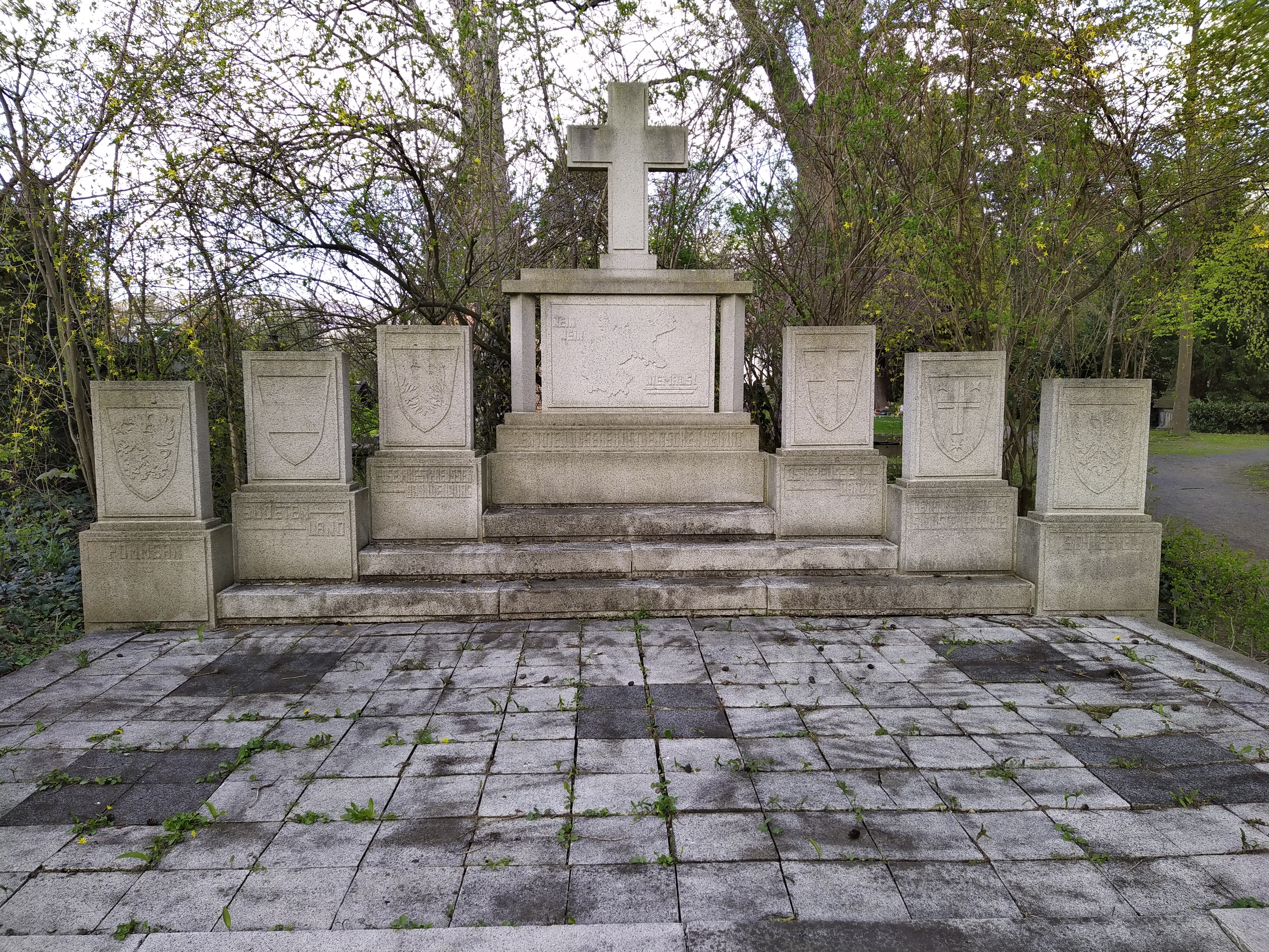
Vertriebenendenkmal

Der Alte Friedhof in Springe, Region Hannover, ist der ältere von zwei städtischen Friedhöfen der Stadt am Deister. Mit seinem Standort an der Völksener Straße Ecke Bahnhofstraße grenzt die zugleich als Gartendenkmal ausgewiesene Grünfläche mit ihrer denkmalgeschützten Kapelle an den historischen Kern der alten Deisterstadt.
Zur Zeit der Weimarer Republik wurde der Alte Friedhof unter Springes Bürgermeister Fritz Jürges von 1924 bis 1926 neu gestaltet und umfriedet.